# Шоарш (комуна)
Шоарш (рум. Șoarș) — комуна у повіті Брашов в Румунії. До складу комуни входять такі села (дані про населення за 2002 рік):
- Беркуц (381 особа)
- Родбав (302 особи)
- Селіштат (224 особи)
- Фелмер (460 осіб)
- Шоарш (546 осіб) — адміністративний центр комуни

Комуна розташована на відстані 189 км на північний захід від Бухареста, 60 км на північний захід від Брашова, 139 км на південний схід від Клуж-Напоки.

## Населення
За даними перепису населення 2002 року у комуні проживали 1913 осіб.
Національний склад населення комуни:
| Національність   | Кількість осіб | Відсоток |
| ---------------- | -------------- | -------- |
| румуни           | 1162           | 60,7%    |
| цигани           | 644            | 33,7%    |
| німці            | 63             | 3,3%     |
| угорці           | 43             | 2,2%     |
| росіяни-липовани | 1              | 0,1%     |

Рідною мовою назвали:
| Мова      | Кількість осіб | Відсоток |
| --------- | -------------- | -------- |
| румунська | 1829           | 95,6%    |
| німецька  | 51             | 2,7%     |
| угорська  | 32             | 1,7%     |
| циганська | 1              | 0,1%     |

Склад населення комуни за віросповіданням:
| Релігія                                       | Кількість осіб | Відсоток |
| --------------------------------------------- | -------------- | -------- |
| православні                                   | 1776           | 92,8%    |
| лютерани (Синодально-пресвітеріанська церква) | 43             | 2,2%     |
| адвентисти                                    | 32             | 1,7%     |
| баптисти                                      | 20             | 1,0%     |
| лютерани (Аугсбурзького сповідання)           | 19             | 1,0%     |
| римо-католики                                 | 7              | 0,4%     |
| реформати                                     | 7              | 0,4%     |
| бретрени                                      | 4              | 0,2%     |
| греко-католики                                | 3              | 0,2%     |
| унітарії                                      | 2              | 0,1%     |